# Port lotniczy Kuria
Port lotniczy Kuria (ICAO: KUC, ICAO: NGKT) – port lotniczy położony na atolu Kuria, w Kiribati.